# Nacerdes mimoncomeroides
Nacerdes mimoncomeroides es una especie de coleóptero de la familia Oedemeridae.

## Distribución geográfica
Habita en Tailandia.